# 外山算節
外山 算節（とやま さんせつ、生没年不詳）は、文政年間頃に活躍した囲碁棋士。京都の人で、幼名喜太郎、本因坊元丈門下、六段。算砂200回忌追善法会席上での本因坊丈和との対局が著名で、気合いのいい碁と言われる。隠居後は正阿弥または無阿弥と号した。
若い頃に江戸で修行し、本因坊元丈には先相先の手合、五段に進み、京都に戻る。1822年(文政5年)京都寂光寺にて算砂法印200回忌追善法会が行われ、元丈跡目で弟弟子でもある本因坊丈和と算節が対局した（算節先番）。記念碁ではあるが、この碁は四日に渉って打継がれ、算節は119手目を打とうとしたところで卒倒して倒れた。立会人の服部因淑が助け起こして1手を打ったが、それ以上は進められずに打ち掛けとなった。この時算節は「予に敗兆ありとせば断固死を決して打ち継ぐべし」と述べたが、因淑は「勝敗未だ判じ難き」と答えて、打ち掛けとしたという。後に人に問われて、算節は黒の3目勝ちと答え、丈和は1目と答えたという。
京都で多くの弟子を育て、後に円山正阿彌という料理屋を買い取って隠居した。丈和は「（山本）源吉、（井上）因砂、（林）元美、算節等の技は、伯仲の間にあるも、気味合に至りては算節を長とすべし」と評している。1829年(文政12年)に弟子の川北耕之助らによる追善碁会がなされた。著書に「置碁必勝」がある。
1792年(寛政4年)頃に安井知得仙知との互先、1802年(享和2年)に京都で四宮米蔵との米蔵二子、先の棋譜などが残されている。